# Chemin de Fer Historique de la Voie Sacrée
Le Chemin de Fer Historique de la Voie Sacrée (C.F.H.V.S.), est un chemin de fer touristique et historique situé à Bar-le-Duc dans le département de la Meuse. Il est géré loi de 1901, qui propose des circulations de trains historiques, à traction vapeur, sur une section de 8,4 km. La voie est à écartement métrique de 1 000 mm.

## Affiliation
L'asbl fait partie de l'UNECTO.

## Les collections
Les listes suivantes ne sont pas exhaustives et devront être complétées ou actualisées au fil du temps (dernière actualisation en octobre 2024) :

### Locomotive à vapeur
| Matricule (noms)                 | Constructeur et date                     | État actuel    | Origine et informations techniques | Photo |
| -------------------------------- | ---------------------------------------- | -------------- | --- | ----- |
| 031T Corpet no 26 dite "Suzanne" | Établissements Veuve Lucien Corpet, 1890 | Opérationnelle | - Numéro constructeur : no 534 - 5,70 m, 14 t (18 t en ordre de marche), vitesse maximum : 20 km/h. - Timbre chaudière : 10 kg/cm². - Capacité de la soute à charbon : 00 t. - Capacité de la soute à eau : 0 000 L (00 m3). - Distribution : Allan à tiroirs plans. - Classé MH (1992) |       |

### Locotracteur
| Matricule (noms) | Constructeur et date        | État actuel  | Origine et informations techniques | Photo |
| ---------------- | --------------------------- | ------------ | --- | ----- |
| "Pilou" no 25    | Robert Aebi AG (RACO), 1965 | Opérationnel | - Ex-Chemins de fer rhétiques Tm 2/2 (de) no 25. - Moteur Cummins 4BT 3,9 L, transmission par chaînes. - Fait partie d'une série de 12 unités. - 5,06 m, 9 t, vitesse maximum : 30 km/h, puissance : 62 kW. |       |

### Voitures à voyageurs et fourgons
| Matricule                  | Constructeur et date                              | État actuel    | Origine et informations techniques                                       | Photo |
| -------------------------- | ------------------------------------------------- | -------------- | ------------------------------------------------------------------------ | ----- |
| Voiture Suisse B 237       | Schweizerische Wagons- und Aufzügefabrik AG, 1905 | Opérationnelle | - 10 m, 8 t, vitesse maximum : 00 km/h. - Capacité : 40 places assises.  |       |
| Voiture Sud-France XR 1343 | Constructeur inconnu, 1911                        | Opérationnelle | - 00 m, 00 t, vitesse maximum : 60 km/h. - Capacité : 60 places assises. |       |

### Wagons de marchandises
| Matricule                           | Constructeur et date                          | État actuel | Origine et informations techniques                             | Photo |
| ----------------------------------- | --------------------------------------------- | ----------- | -------------------------------------------------------------- | ----- |
| Suisse Couvert Gkb 61               | Schweizerische Wagon & Aufzügefabrik AG, 1903 |             | - 7,74 m, 5,2 t, vitesse maximum : 50 km/h.                    |       |
| Tombereau (numéro inconnu)          | Constructeur et date inconnus.                |             | - 4,58 m, 0,0 t, vitesse maximum : 00 km/h. - Classé MH (1994) |       |
| Trémie à ballast F-261 (Sud-France) | Constructeur et date inconnus.                |             |                                                                |       |
| Suisse plat à ridelles L-306        | Pétolat, 1905                                 |             |                                                                |       |